# Virslīga (2009)
W sezonie 2009 rozegrano 18. edycję najwyższej klasy rozgrywkowej piłki nożnej na Łotwie – Virslīgi. Tytułu mistrzowskiego bronił FK Ventspils. Rozgrywki rozpoczęły się 14 marca, a zakończyły po 32 kolejkach – 8 listopada 2009.

## Zasady rozgrywek
W rozgrywkach brało udział 9 drużyn, walczących o tytuł mistrza Łotwy w piłce nożnej. Przed rozpoczęciem sezonu miało miejsce kilka wydarzeń, które wpłynęły na skład uczestników rozgrywek w 2009 roku:
- FK Ryga wycofał się z rozgrywek z powodu nieuregulowania należności wobec wierzycieli[1], a następnie wszedł w fuzję z Olimps Ryga – powstał nowy klub JFK Olimps; dzięki temu Olimps uratował się przed spadkiem (w sezonie 2008 zajął ostatnie, 10. miejsce)[2];
- Vindava Ventspils wycofała się z rozgrywek z powodu złej sytuacji finansowej[3];
- Dinaburg FC połączył się z klubem Daugava Dyneburg, pozostając przy dotychczasowej nazwie; Dinaburg przejął miejsce Daugavy w kwalifikacjach Ligi Europy UEFA, które ta zdobyła dzięki zwycięstwu w Pucharze Łotwy 2008[4] (zdobywcy tego trofeum miało przypaść miejsce w II rundzie kwalifikacyjnej, jednak po fuzji Daugavy i Dinaburga przejęło je Skonto Ryga, a Dinaburg wystartował w I rundzie).

Ponadto FC Jūrmala wszedł w fuzję z JFC Kauguri/Multibanka, pozostając przy swojej dotychczasowej nazwie.
W wyniku wymienionych wyżej zmian do Virslīgi awansował również FC Tranzit (wicemistrz 1. līgi), który przegrał dwumecz barażowy z zespołem SK Blāzma.
Każda z drużyn rozegrała po 4 mecze ze wszystkimi przeciwnikami (razem 32 spotkania). Ostatnia, 9. drużyna tabeli miała wziąć udział w barażach o utrzymanie się w Virslīdze z wicemistrzem 1. līgi. Pierwotnie żaden z zespołów nie miał spaść bezpośrednio. 5 października 2009 Łotewska Federacja Piłkarska zadecydowała jednak o wykluczeniu Dinaburg FC z Virslīgi w związku ze skandalem dotyczącym zamieszania prezesa klubu i trenera drużyny w ustawianie wyników meczów. W wyniku karnej degradacji tego zespołu w barażach wystąpiła 8. drużyna ligi (Daugava 90 Ryga).
Mistrz kraju (Liepājas Metalurgs) otrzymał prawo gry w drugiej rundzie kwalifikacji Ligi Mistrzów UEFA, wicemistrz (FK Ventspils) będzie mógł wystąpić w II rundzie kwalifikacyjnej Ligi Europy UEFA, podobnie jak zdobywca Pucharu Łotwy 2009/2010 (FK Jelgava), a 3. drużyna (Skonto Ryga) w I rundzie kwalifikacyjnej tych rozgrywek.

## Drużyny
| Uczestnicy poprzedniej edycji                                                                                 | Uczestnicy poprzedniej edycji | Uczestnicy poprzedniej edycji | Uczestnicy poprzedniej edycji |
| --- | ----------------------------- | ----------------------------- | ----------------------------- |
| FKW | FK Ventspils                  | 1                             |                               |
| MEL | Metalurgs Lipawa              | 2                             |                               |
| SKR | Skonto Ryga                   | 3                             |                               |
| DIN | Dinaburg FC                   | 4                             |                               |
| FCJ | FC Jūrmala                    | 7                             |                               |
| BLĀ | SK Blāzma                     | 9                             |                               |
| ORF | JFK Olimps                    | [ 7 ]                         |                               |
| Awans z 1. līgi 2008                                                                                          |                               |                               |                               |
| DRA | Daugava 90 Ryga               | 1                             |                               |
| TRV | FC Tranzit                    | 2                             |                               |
| Oznaczenia: - kolumna pierwsza – skróty nazw drużyn, - kolumna trzecia – miejsce zajęte w poprzednim sezonie. |                               |                               |                               |

 Puchar Łotwy 2008 zdobyła Daugava Dyneburg, która weszła przed sezonem 2009 w fuzję z Dinaburg FC (patrz: Zasady rozgrywek).

## Tabela
| Lp. | Drużyna              | M  | Z  | R  | P  | Bramki | Bramki | Różn. | Pkt | Uwagi                                        | Bezpośrednio |
| --- | -------------------- | -- | -- | -- | -- | ------ | ------ | ----- | --- | -------------------------------------------- | ------------ |
| 1   | Metalurgs Lipawa (M) | 32 | 25 | 4  | 3  | 96     | 23     | +73   | 79  | Liga Mistrzów UEFA • II runda kwalifikacyjna |              |
| 2   | FK Ventspils         | 32 | 23 | 5  | 4  | 89     | 21     | +68   | 74  | Liga Europy UEFA • II runda kwalifikacyjna   |              |
| 3   | Skonto Ryga          | 32 | 23 | 4  | 5  | 98     | 30     | +68   | 73  | Liga Europy UEFA • I runda kwalifikacyjna    |              |
| 4   | FC Jūrmala           | 32 | 12 | 4  | 16 | 42     | 60     | −18   | 40  |                                              |              |
| 5   | JFK Olimps           | 32 | 11 | 5  | 16 | 53     | 60     | −7    | 38  |                                              |              |
| 6   | SK Blāzma            | 32 | 7  | 5  | 20 | 30     | 71     | −41   | 26  |                                              |              |
| 7   | FC Tranzit           | 32 | 2  | 10 | 20 | 22     | 65     | −43   | 16  |                                              |              |
| 8   | Daugava 90 Ryga (S)  | 32 | 3  | 5  | 24 | 26     | 116    | −90   | 14  | Baraże o Virslīgę                            |              |
| –   | Dinaburg FC1 (S)     | 32 | 15 | 4  | 13 | 31     | 39     | −8    | 49  | Spadek do 1. līgi                            |              |

## Baraże o Virslīgę
Po zakończeniu rozgrywek odbył się dwumecz barażowy o miejsce w najwyższej klasie rozgrywkowej Łotwy między 9. drużyną Virslīgi i wicemistrzem 1. līgi. Dzięki bramce zdobytej na wyjeździe awans uzyskał Jaunība Ryga.
| 12 listopada 2009 18:00 EET | Daugava 90 Ryga · Deniss Tarasovs 76' | 1:1(0:0)Raport | Jaunība Ryga · 67' Igors Šķirjatovs | Daugavas stadions, Ryga Widzów: 150 Sędzia: Andris Treimanis |
|                             |                                       |                |                                     |                                                              |

| 15 listopada 2009 13:00 EET | Jaunība Ryga | 0:0Raport | Daugava 90 Ryga | LU stadions, Ryga Widzów: 220 Sędzia: Aleksejs Spasjonņikovs |
|                             |              |           |                 |                                                              |

## Wyniki

### Pierwsza część sezonu
| Gospodarz \ Gość | BLĀ | DRA | DIN | FCJ | MEL | ORF | SKR | TRV | FKW |
| SK Blāzma        |     | 4:3 | 1:2 | 1:2 | 0:3 | 0:1 | 0:7 | 1:0 | 0:3 |
| Daugava 90 Ryga  | 1:1 |     | 0:3 | 1:1 | 1:4 | 1:5 | 1:7 | 2:0 | 1:5 |
| Dinaburg FC      | 1:0 | 1:0 |     | 1:2 | 0:3 | 2:1 | 1:1 | 2:0 | 1:0 |
| FC Jūrmala       | 3:0 | 1:1 | 1:0 |     | 1:1 | 0:1 | 0:3 | 4:2 | 0:3 |
| Metalurgs Lipawa | 4:0 | 1:0 | 3:1 | 2:2 |     | 5:1 | 4:0 | 5:0 | 2:1 |
| JFK Olimps       | 1:1 | 4:0 | 1:1 | 2:3 | 1:2 |     | 1:8 | 1:1 | 1:5 |
| Skonto Ryga      | 4:0 | 6:0 | 3:2 | 3:0 | 2:1 | 2:0 |     | 1:0 | 1:3 |
| FC Tranzit       | 0:0 | 3:3 | 1:1 | 1:2 | 0:1 | 0:0 | 1:1 |     | 0:3 |
| FK Ventspils     | 5:1 | 4:2 | 0:0 | 3:0 | 1:1 | 1:0 | 2:1 | 1:1 |     |

Źródło: pierwsza runda (lff.lv), druga runda (lff.lv)
Objaśnienia:
1Drużyna gospodarzy jest wymieniona po lewej stronie tabeli.
Kolory: zielony – zwycięstwo gospodarzy, żółty – remis, różowy – zwycięstwo gości.

### Druga część sezonu
| Gospodarz \ Gość | BLĀ | DRA | DIN  | FCJ | MEL | ORF  | SKR  | TRV | FKW  |
| SK Blāzma        |     | 4:0 | 3:02 | 0:3 | 1:3 | 3:1  | 0:1  | 1:0 | 0:2  |
| Daugava 90 Ryga  | 0:3 |     | 3:02 | 0:3 | 2:8 | 0:5  | 0:7  | 2:1 | 0:5  |
| Dinaburg FC      | 1:0 | 1:0 |      | 2:0 | 1:2 | 0:32 | 0:32 | 2:1 | 0:32 |
| FC Jūrmala       | 0:2 | 3:1 | 0:1  |     | 1:4 | 1:0  | 0:5  | 1:2 | 0:4  |
| Metalurgs Lipawa | 6:0 | 3:0 | 3:02 | 4:1 |     | 3:0  | 0:1  | 4:0 | 1:1  |
| JFK Olimps       | 3:2 | 7:0 | 0:1  | 2:0 | 1:5 |      | 0:2  | 2:1 | 0:2  |
| Skonto Ryga      | 4:0 | 7:0 | 0:1  | 3:2 | 1:6 | 3:3  |      | 4:1 | 0:0  |
| FC Tranzit       | 1:1 | 1:1 | 0:2  | 1:4 | 1:0 | 0:2  | 1:3  |     | 0:1  |
| FK Ventspils     | 5:0 | 8:0 | 1:0  | 4:1 | 1:2 | 5:3  | 0:2  | 7:0 |      |

Źródło: trzecia runda (lff.lv), czwarta runda (lff.lv)
Objaśnienia:
1Drużyna gospodarzy jest wymieniona po lewej stronie tabeli.
25 października 2009 Łotewska Federacja Piłkarska zadecydowała o wykluczeniu Dinaburg FC z Virslīgi w związku ze skandalem dotyczącym zamieszania prezesa klubu i trenera drużyny w ustawianie wyników meczów. Mecze, które zespół miał rozegrać do końca sezonu, zostały zweryfikowane jako walkowery 0:3 na korzyść przeciwników.
Kolory: zielony – zwycięstwo gospodarzy, żółty – remis, różowy – zwycięstwo gości.